# Proteide
Proteide ist ein veralteter Begriff für Proteine, deren Aminosäuren kovalent an Kohlenhydrate (Glykoprotein), Fette (Lipoprotein) oder Nucleinsäuren (Nucleoprotein) gebunden sind. Proteide wurden deshalb auch „konjugierte Proteine“ oder „zusammengesetzte Proteine“  genannt. Der Proteid-Begriff wird seit etwa 1980 in der Literatur nur noch selten verwendet.
Der Nichteiweißanteil des Moleküls, der dessen biologische Funktion bestimmt, wird als prosthetische Gruppe bezeichnet. Dies ist zum Beispiel das Häm in Cytochromen.
Proteide sind für die Lebensvorgänge von entscheidender Bedeutung.
Einige wichtige Proteide sind:
- Nucleoproteide: Protein + Nucleinsäure
- Lipoproteide: Protein + Lipide/Fett
- Phosphoproteide: Protein + Phosphat/Phosphorsäure
  - das Casein
- Glykoproteide: Protein + Kohlenhydrate
Beispiele für Glykoproteide sind etwa
  - das Lysozym, welches in der Tränenflüssigkeit enthalten ist,
  - die Glykokalyx für den Kontakt von Zellen zu Nachbarzellen.
- Chromoproteide: Protein + Farbstoff/Metall (z. B. Häm)
Beispiele für Chromoproteide sind etwa
  - das Hämoglobin für den Sauerstofftransport,
  - das Myoglobin für die Sauerstoffspeicherung,
  - das Cytochrom c für den Elektronentransport,
  - die Cytochrom-c-Oxidase für die Atmung.